# Olena Volodymyrivna Zelenska
Olena Volodymyrivna Zelenska (nhũ danh Kiyashko; tiếng Ukraina: Олена Володимирівна Зеленська (Кіяшко); sinh ngày 6 tháng 2 năm 1978) là một kiến trúc sư, cựu người mẫu và nhà biên kịch người Ukraina, là Đệ nhất phu nhân Ukraina với tư cách là vợ của Tổng thống Volodymyr Zelenskyy. Vào tháng 12 năm 2019, Zelenska được tạp chí Focus đưa vào danh sách 100 người Ukraina có ảnh hưởng nhất, ở vị trí thứ 30.

## Tiểu sử
Olena Kiyashko sinh ra ở Kryvyi Rih vào ngày 6 tháng 2 năm 1978. Zelenska học kiến trúc tại Khoa Xây dựng của Đại học Quốc gia Kryvyi Rih. Bà trở thành nhà văn cho Kvartal 95.